# Hyphalophis devius
Hyphalophis devius är en fiskart som beskrevs av Mccosker och Böhlke 1982. Hyphalophis devius ingår i släktet Hyphalophis och familjen Ophichthidae. Inga underarter finns listade i Catalogue of Life.